# Диджясалис

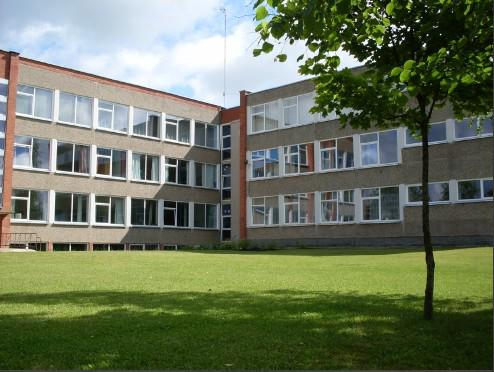
Диджясалисская средняя школа «Восток»

Диджя́салис (лит. Didžiasalis) — деревня в Игналинском районном самоуправлении Литвы, находится рядом с границей Литвы и Белоруссии. Центр Диджясальского староства.
Есть почта, костёл, начальная средняя школа.
Население 1299 человек.

## История
Диджясалис был основан в 1950 году, в период, когда Литва входила в СССР, как вспомогательное поселение при колхозе. После того, как здесь была найдена качественная глина, в 1972—1992 годах был построен и работал известный кирпичный завод. Деревня стала разрастаться до размеров города (почти 2,5 тыс. жителей по переписи 1985 г.). 
В 1980 году к Диджясалису была подведена железная дорога, действовавшая до 1 ноября 2000 года.
Город стал известен своими социальными проблемами: после получения Литвой независимости в 1991 году завод стал никому не нужен и вскоре был закрыт, возникла безработица и жители стали уезжать. В результате этого цены на жильё упали до бросовых и «чёрные риелторы» стали скупать их и свозить в город алкоголиков и бомжей, потерявших, благодаря их стараниям, квартиры, из всех уголков Литвы.
В настоящее время (2010-е), несмотря на все сложности, жизнь восстанавливается в некогда почти заброшенном городке. Демографическая ситуация постепенно выравнивается, в городе довольно много детей и молодёжи. Некогда брошенные квартиры вновь обретают своих владельцев. Таким образом «город-призрак», как иногда именовали Диджясалис, превращается в тихий городок европейской окраины.

## Население
| 1959                           | 1970 | 1976 | 1979 | 1985 | 1989 | 2001 | 2011 |
| ------------------------------ | ---- | ---- | ---- | ---- | ---- | ---- | ---- |
| 176                            | 210  | 969  | 1982 | 2431 | 2676 | 1744 | 1299 |
| Гистограмма динамики населения |      |      |      |      |      |      |      |